# Teatro Comunale di Bologna
Teatro Comunale di Bologna is een operagebouw in Bologna en is een van de belangrijkste theaters op dit gebied in Italië. Gedurende een seizoen (dat loopt van november tot april) worden er doorgaans zes uitvoeringen gegeven van acht opera’s.
Vanaf het begin van de 17e eeuw waren er verschillende theaters waar opera-uitvoeringen werden gegeven in Bologna, maar op een gegeven moment waren ze ofwel afgebrand ofwel in onbruik geraakt. In de eerste helft van de 18e eeuw werden opera’s van alle bekende componisten zoals Vivaldi, Gluck en Niccolò Piccinni in het Teatro Marsigli-Rossi ten gehore gebracht. Toen het Teatro Malvezzi (gebouwd in 1651) in februari eveneens afbrandde maakte dit de bouw van een nieuw theater, het Nuovo Teatro Pubblico (later werd de naam veranderd in Teatro Comunale) noodzakelijk.

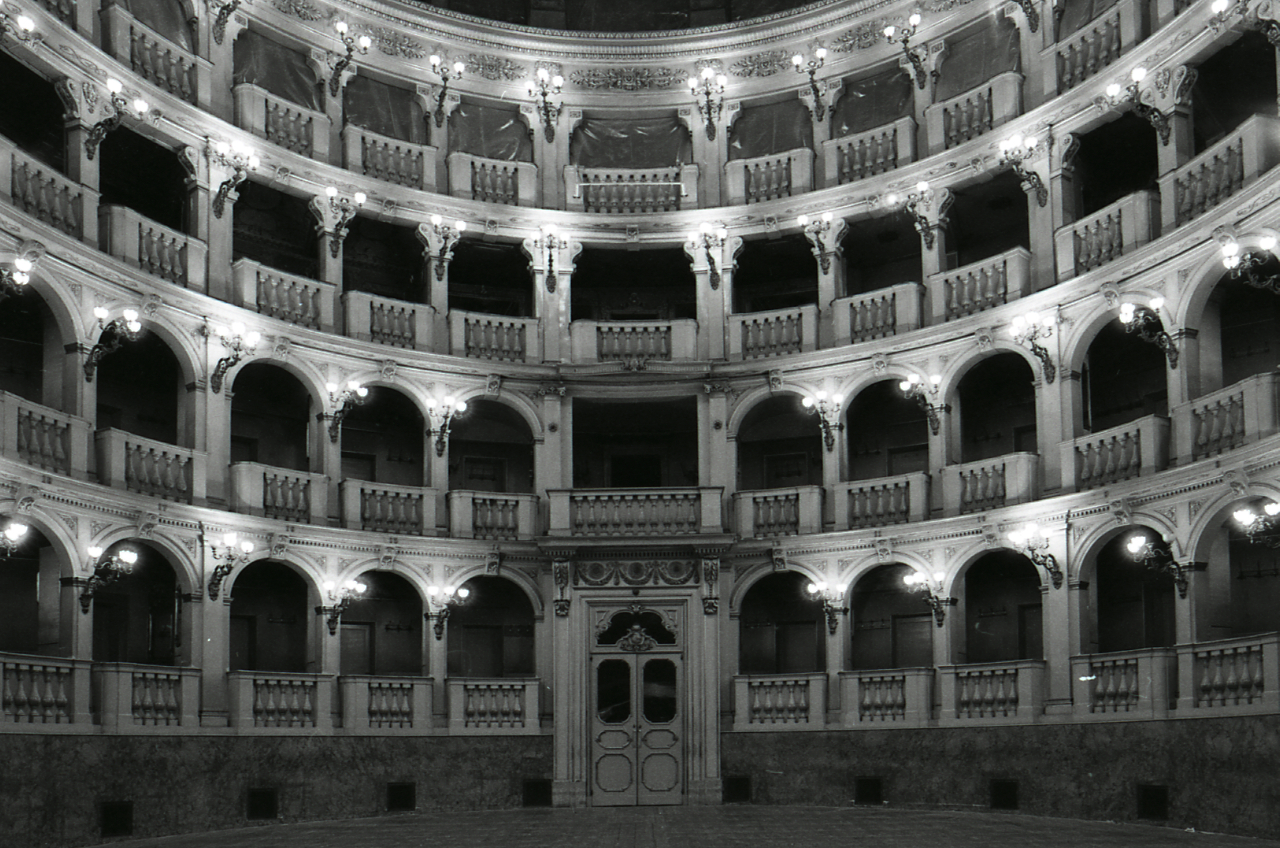
Foto Paolo Monti (Fondo Paolo Monti, BEIC)

Het was het eerste grote operagebouw dat met publieke fondsen werd neergezet en eigendom was van een gemeente. Hoewel 35 van de 99 loges verkocht werden voor privégebruik, waren de condities van het eigendomsrecht absoluut uniek, in de zin dat de formulering luidde: "het recht om in eeuwigheid te huren" in plaats van onvoorwaardelijk eigendom en volledige controle.

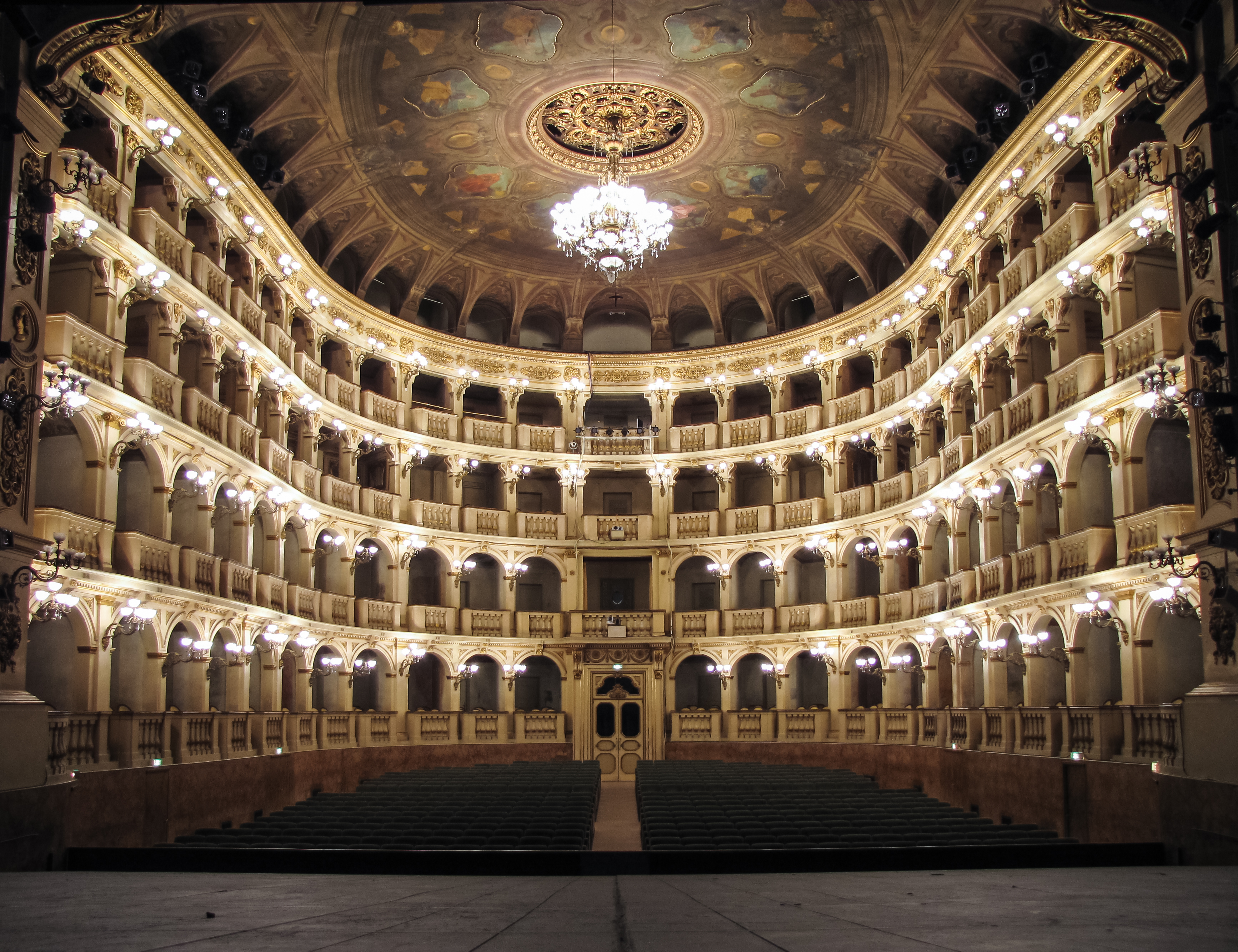
Teatro Comunale di Bologna

Het ontwerp was van de architect Antonio Galli Bibiena. Het theater werd ingewijd op 14 mei 1763 met de uitvoering van Glucks Il trionfo di Clelia, een opera die de componist speciaal voor die gelegenheid geschreven had. Het theater had een klokvormig auditorium, bestaande uit vier lagen loges plus een koninklijke loge en een smalle galerij en een plafond dat gedecoreerd was als de open lucht, hoofdzakelijk van metselwerk, ter voorkoming van brand. Veel werk bleef aanvankelijk nog onafgemaakt, zoals de gevel die pas in 1936 werd voltooid. Veel van de backstage-faciliteiten werden ook pas in 1805 in orde gemaakt en dan nog alleen vanwege de concurrentie door de komst van een nieuw theater.
In de eerste helft van de 19e eeuw werden twintig verschillende opera's van Gioacchino Rossini uitgevoerd, en zeven van Vincenzo Bellini. Werken van Verdi en in 1871 de Italiaanse première van Richard Wagners Lohengrin domineerden het repertoire in de tweede helft van die eeuw. Bologna werd de locatie waar diverse andere opera's van Wagner hun premières in Italië beleefden, en de componist was zelf aanwezig bij de première van Rienzi.
Vanaf 1894 had het Teatro Comunale een bijzonder pluspunt in de vorm van dirigent Arturo Toscanini die Verdi's Falstaff in dat jaar uitvoerde, en er tot de Tweede Wereldoorlog als dirigent actief bleef.
Tussen 1818 en 1820 en ook in 1853/54 werden er renovaties doorgevoerd. Nadat een brand in 1931 veel van het toneel en de directe omgeving ervan had verwoest werd het theater gesloten tot 14 november 1935. Het oorspronkelijk klokvormige auditorium werd vervangen door een hoefijzervormig auditorium met 1.034 zitplaatsen.

Foto Paolo Monti, 1972
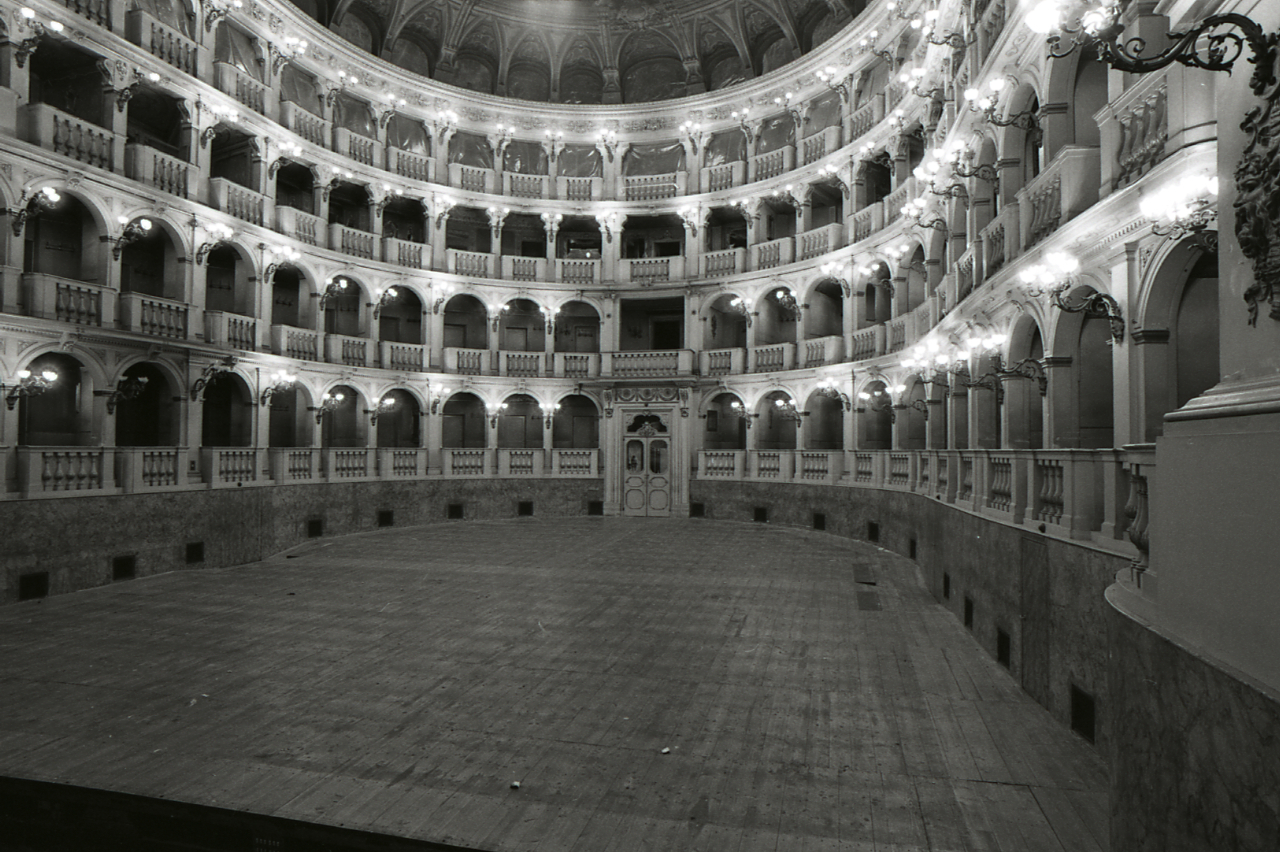
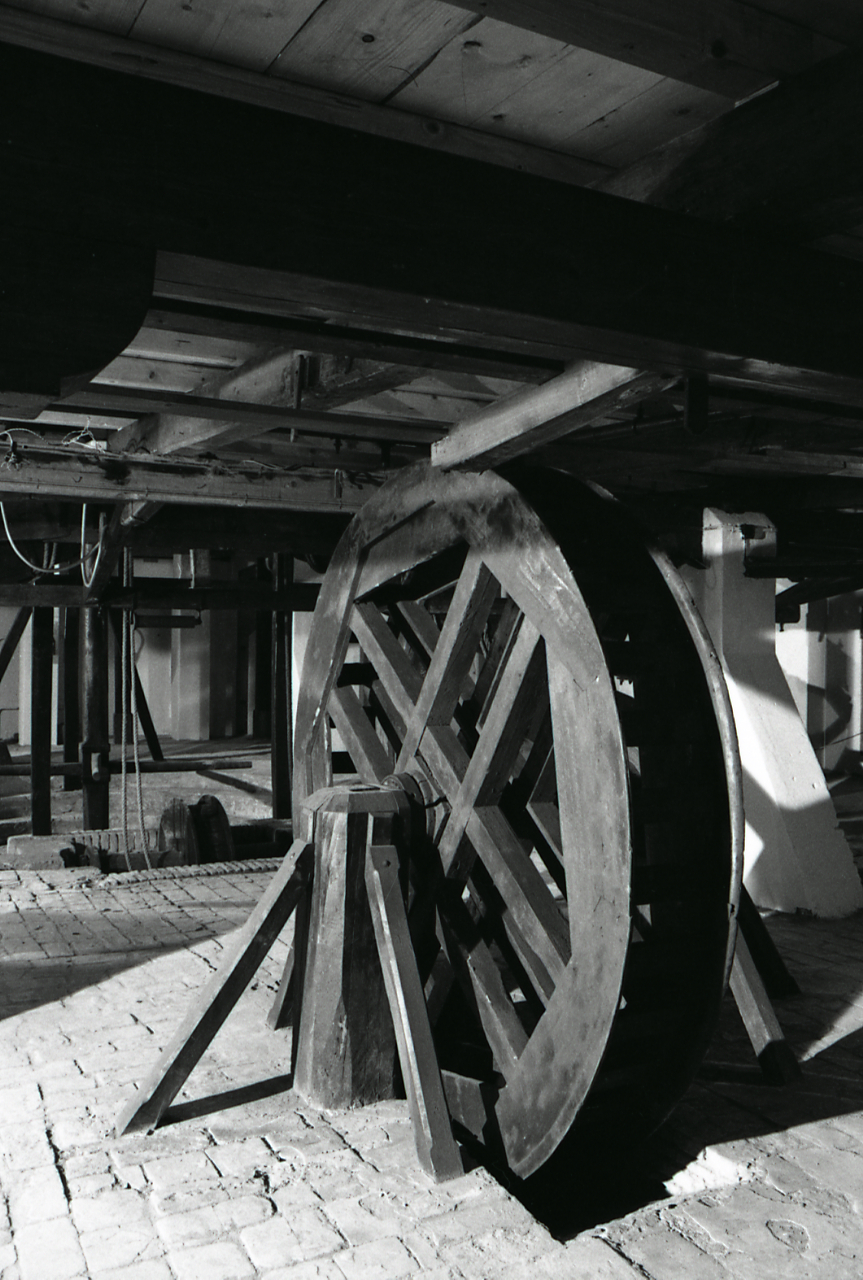
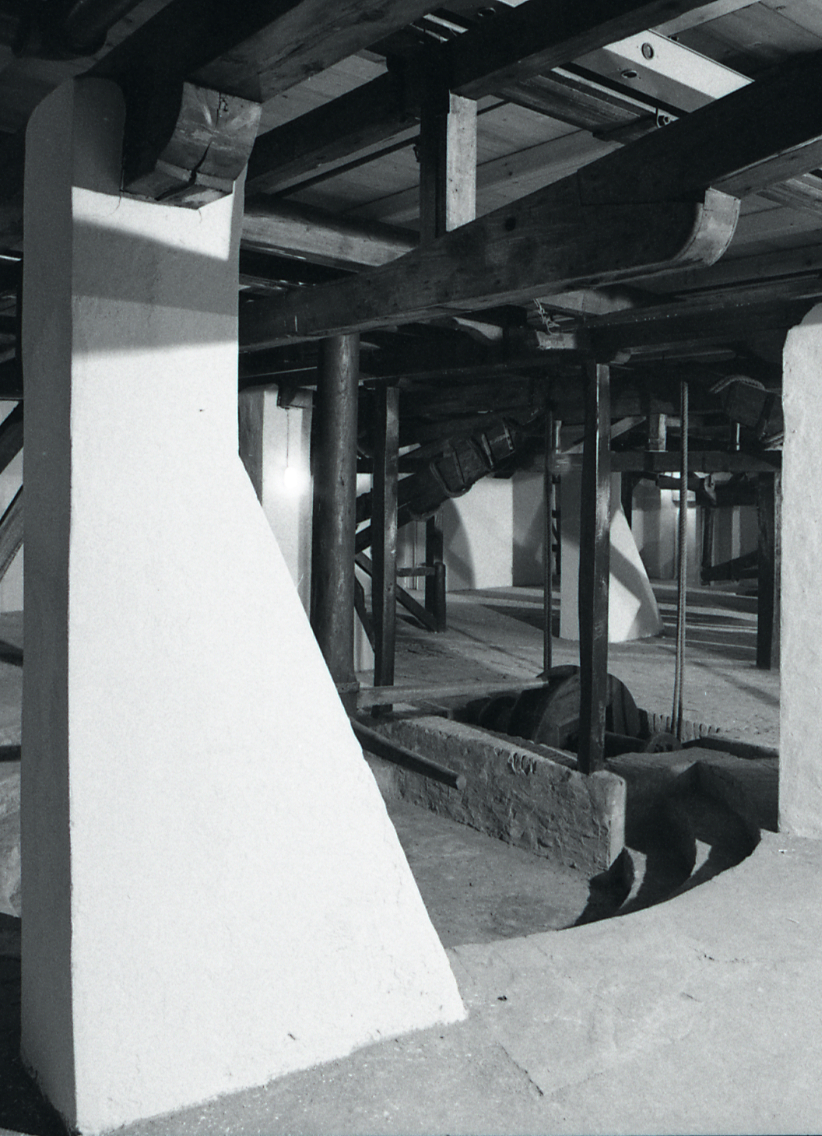